# Annelies Tump-Zondag
Annelies Tump-Zondag (Utrecht, 13 juni 1988) is een Nederlands voetballer die sinds 2011 speelt voor SC Telstar VVNH.

## Carrière
Zondag begon haar carrière bij FC Delta Sports'95. Ze verliet de club voor Fortuna Wormerveer om in de hoofdklasse voor vrouwen te gaan spelen. In 2008 maakte ze de overstap naar AZ, die uitkomen in de Eredivisie. In haar eerste jaar werd ze direct kampioen met de club en ook in het tweede en derde jaar.
In seizoen 2010/11 speelde ze haar laatste seizoen bij AZ, die besloten te stoppen met de vrouwentak. In de laatste wedstrijd van het seizoen werd de KNVB beker gewonnen. Daarna stapte ze over naar SC Telstar VVNH.

## Erelijst
- Landskampioen Nederland: 2008, 2009, 2010 (AZ)
- KNVB beker: 2011

## Statistieken
| Seizoen | Club    | Land      | Competitie | Wedstrijden | Doelpunten |
| ------- | ------- | --------- | ---------- | ----------- | ---------- |
| 2007/08 | AZ      | Nederland | Eredivisie | 1           | 0          |
| 2008/09 | AZ      | Nederland | Eredivisie | 16          | 0          |
| 2009/10 | AZ      | Nederland | Eredivisie | 20          | 2          |
| 2010/11 | AZ      | Nederland | Eredivisie | 21          | 3          |
| 2011/12 | Telstar | Nederland | Eredivisie | 11          | 1          |

Laatste update 23 mei 2012 10:28 (MEZT)

## Persoonlijk
Eind 2009 trad Annelies Zondag in het huwelijk met Erwin Tump.